# あんみつガラス

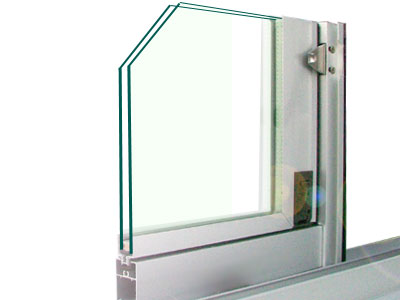
あんみつガラス

あんみつガラスは株式会社あけぼの通商が考案し日本板硝子株式会社に製造を委託した複層ガラスで、板ガラスとLow-Eガラスを重ね、その間にアルゴンガスが封入された中間層を設ける形で1ユニットを構成し、その周囲にアルミ製あんみつガラス専用アタッチメントが取り付けられた商品を指す。また、複層ガラス部分のガラス構成が用途によって異なっても、あんみつガラス専用アタッチメントを周囲に取り付けた総厚16 mmの複層ガラスを総じてあんみつガラスと呼ぶ。

## 概要
あんみつガラスは2002年より株式会社あけぼの通商が発売を開始したアタッチメント付複層ガラス。

### 複層ガラス部分
複層ガラス部分の総厚は16 mmでガラス構成は室内側よりLow-Eガラス3 mm、中間層（アルゴンガス層）10 mm、フロートガラス（板ガラス）3 mmである。ガラス構成は用途に応じて変えることができる。ガラス構成を変えることにより複数の種類のあんみつガラスが存在する。一般的に「あんみつガラス」と呼ばれる商品は「あんみつDXタイプ」を指す。あんみつDXタイプは日本国内の建材用ガラス製造メーカーによって構成される板硝子協会が推奨するエコガラスの4つ星（最高位）商品である。

### 専用アタッチメント
あんみつガラスは複層ガラスにあんみつガラス専用アタッチメントを取り付けることにより単板ガラス用のアルミサッシに取り付けられる。その専用アタッチメントは単板ガラス用サッシに16mmのペアガラスを取り付けることを前提に設計されているため、他のアタッチメント付ペアガラスのように網戸に干渉する事がほとんどない。専用アタッチメントの色はブロンズ、シルバー、ブラック、アイボリー、ダークブロンズ、アーバングレー、オータムブラウンの7色で、取り付ける単板ガラス用サッシの色に合わせて選択することができる。あんみつガラスを単板ガラス用サッシに取り付けた場合、アタッチメントの構造上サッシのクレセントが見えにくくなり、防犯上の抑止効果もある。アタッチメント下部にストッパーが付いており、サッシに取り付けた場合、補助錠の役目を果たす。現在日本のガラスメーカーが販売している建材用ガラス商品の中で唯一、鍵が付いた商品である。

## あんみつDXタイプ

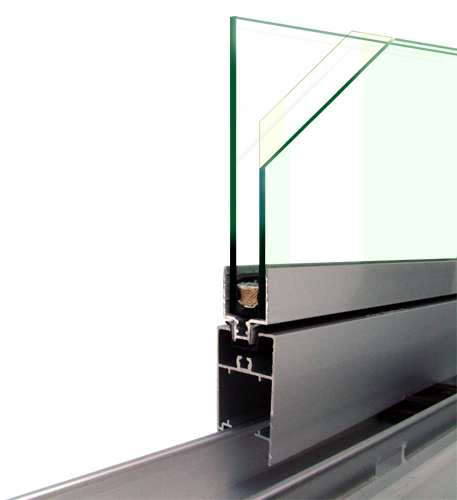
あんみつDXタイプ

### 概要
あんみつガラス総発売元、株式会社あけぼの通商が2002年より販売している結露対策、断熱を目的とした建材用アタッチメント付ペアガラス。あんみつシリーズの原型となる商品。Low-Eガラスを使用し10mmの中間層にアルゴンガスを封入している。

### ガラス構成
あんみつDXタイプのガラス構成は室内側よりLow-Eガラス3mm、中間層(アルゴンガス層)10mm、フロートガラス(板ガラス)3mmの総厚16mmである。型ガラスを利用する場合は室内側よりLow-Eガラス3mm、中間層(アルゴンガス層)9mm、型ガラス4mmで構成される。また屋外側よりLow-Eガラス、アルゴンガス層、フロートガラスと構成することにより遮熱性能を上げるオプションもある。

### ガラスカラー
ガラス面の色はグリーンである。オプションとしてクリアも選択できる。この色はLow-Eガラスの種類によるもので、それぞれ性能が異なる。

### 性能
あんみつDXタイプの熱貫流率は1.5W/(㎡・K)、紫外線カット率89.4%。オプションのクリアは熱貫流率は1.8W/(㎡・K)、紫外線カット率69.0%とグリーンに比べて性能は少し下がる。

### 用途
断熱、結露対策、遮熱、紫外線カット、防犯など。

## あんみつEAタイプ

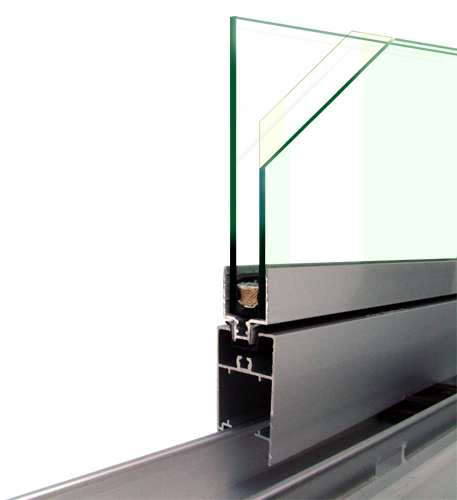
あんみつEAタイプ

### 概要
2014年より販売している結露対策、断熱を目的とした建材用アタッチメント付ペアガラス。オンラインコーティングLow-Eガラスを使用し8mmの中間層にアルゴンガスを封入している。

### ガラス構成
あんみつEAタイプのガラス構成は室内側よりLow-Eガラス4mm、中間層(アルゴンガス層)8mm、フロートガラス(板ガラス)4mmの総厚16mmである。型ガラスを利用する場合は室内側よりLow-Eガラス4mm、中間層(アルゴンガス層)8mm、型ガラス4mmで構成される。

### ガラスカラー
ガラス面の色はクリアである。オプションとしてグリーンも選択できる。この色はLow-Eガラスの種類によるもので、それぞれ性能が異なる。

### 性能
あんみつEAタイプの熱貫流率は1.8W/(㎡・K)、日射取得率0.72η。オプションのグリーンは熱貫流率は1.9W/(㎡・K)、日射取得率0.45η。

### 用途
断熱、結露対策、遮熱、紫外線カット、防犯など。

## あんみつSTタイプ

### 概要
あんみつガラスの初期タイプで断熱、防犯を目的とした建材用アタッチメント付ペアガラス。フロートガラスを使用し10mmの中間層にアルゴンガスを封入している。

### ガラス構成
あんみつSTタイプのガラス構成は室内側よりフロートガラス(板ガラス)3mm、中間層(アルゴンガス層)10mm、フロートガラス(板ガラス)3mmの総厚16mmである。型ガラスを利用する場合は室内側よりフロートガラス(板ガラス)3mm、中間層(アルゴンガス層)9mm、型ガラス4mmで構成される。

### 性能
あんみつSTタイプの熱貫流率は2.8W/(㎡・K)、紫外線カット率48.7%。

### 用途
断熱、防犯など。

## あんみつ真空Gタイプ

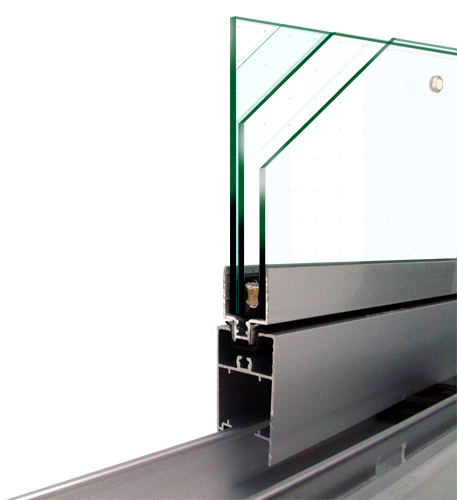
あんみつ真空Gタイプ

### 概要
あんみつガラスに真空ガラスを組み込むことにより高い断熱性を持つ。日本初のアタッチメント付3重ガラス。2004年発売。2012年10月、熱貫流率が同じ数値の「あんみつプレミアム」の発売と同時に販売中止となる。

### ガラス構成
あんみつ真空Gタイプのガラス構成は室内側よりフロートガラス3mm、中間層(アルゴンガス層)6mm、真空ガラス6.2mmである。

### ガラスカラー
構造上、真空ガラスを採用しているため、ガラス面の色は真空ガラスのLow-Eガラスの色に依存する。

### 性能
あんみつ真空Gタイプの熱貫流率は1.0W/(㎡・K)、紫外線カット率63.3%。

### 用途
断熱、結露対策、遮熱、紫外線カット、防犯など。

## あんみつプレミアム

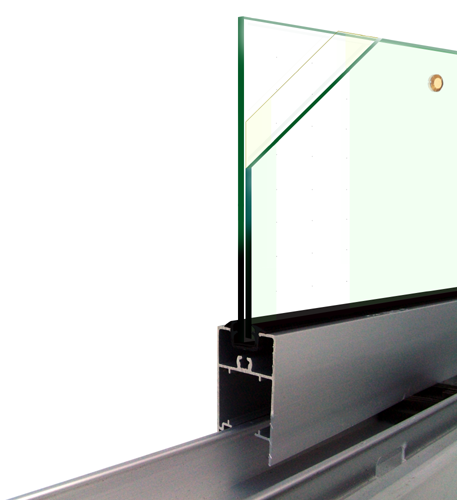
あんみつプレミアム

### 概要
2012年10月よりあんみつシリーズとして発売された真空ガラスである。

板ガラスとLow-Eガラスを重ね、その間を0.2mmの真空にした中間層を設ける形で1ユニットを構成した商品である。2枚のガラスの間を真空にするため、商品の室内側右上部の穴より空気を吸引し栓をする。その栓を保護するために「保護キャップ」と呼ばれる樹脂製のキャップが設けられている。また外気圧で2枚のガラスが着いてしまうことを防ぐため、その間に「マイクロスペーサー」と呼ばれる厚さ0.2mm、直径約0.5mmのスペーサーを20mm間隔では挟み込み、真空層を保持している。気体による「対流」や「伝導」を抑えることを目的として中間層を真空としている。また「放射」も抑えることを目的としてLow-Eガラスを使用している。

### ガラス構成
あんみつプレミアムのガラス構成は室内側よりLow-Eガラス3mm、中間層(真空層)0.2mm、フロートガラス(板ガラス)3mmの総厚6.2mmである。また総厚6.2mmであるため、従来のあんみつガラスとは違い、専用アタッチメントを用いなくても単板ガラス用のアルミサッシに取り付けられる。

### ガラスカラー
ガラス面の色はグリーンである。

### 性能
あんみつプレミアムの熱貫流率は1.0W/(㎡・K)、紫外線カット率61.1%

### 用途
断熱、結露対策、紫外線カットなど。

## あんみつSQタイプ

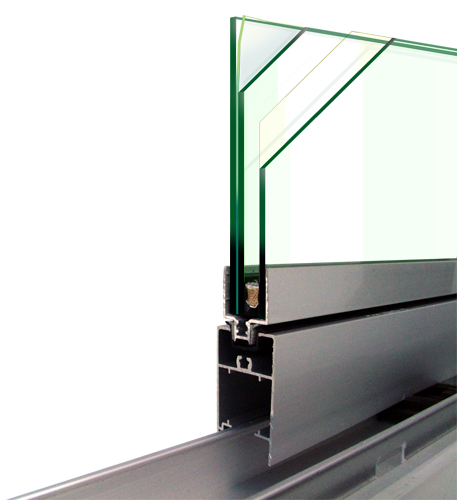
あんみつSQタイプ

### 概要
あんみつガラスに防犯ガラス「セキュオ60(日本板硝子製)」を組み込むことにより防犯性能をより高めた商品。発売当初、日本板硝子製の防犯ガラスを各種使用した複数のオプションが存在したが、現在は防犯膜60ミルのセキュオ60のみに統一された。総厚16mmの構成の中で6.5mmの防犯ガラスを使用するため中間層(アルゴンガス層)が6mmとなり、断熱性能はあんみつDXタイプよりも劣る。

### ガラス構成
あんみつガラスSQタイプのガラス構成は室内側よりLow-Eガラス3mm、中間層(アルゴンガス層)6mm、防犯ガラス「セキュオ60(日本板硝子製)」6.5mmである。

### ガラスカラー
ガラス面の色は基本的にグリーンである。

### 性能
あんみつSQタイプの熱貫流率は2.0W/(㎡・K)、紫外線カット率99.9%以上

### 用途
防犯、断熱、結露対策、紫外線カットなど。

## あんみつパイロタイプ

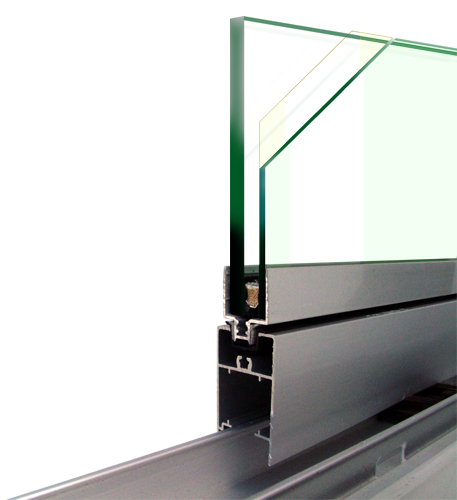
あんみつパイロタイプ

### 概要
あんみつガラスに耐熱強化ガラス「パイロクリア(日本板硝子製)」を組み込むことにより割れ防止、防火を重視した商品。総厚16mmの構成の中で5mmの耐熱強化ガラスを使用するため中間層(アルゴンガス層)が8mmとなり、断熱性能はあんみつDXタイプよりも劣る。

### ガラス構成
あんみつパイロタイプのガラス構成は室内側よりLow-Eガラス3mm、中間層(アルゴンガス層)8mm、「パイロクリア(日本板硝子製)」5mmである。

### ガラスカラー
ガラス面の色は基本的にグリーンである。

### 性能
あんみつパイロタイプの熱貫流率は1.7W/(㎡・K)、紫外線カット率87.8%

### 用途
割れ防止、防火、防犯、断熱、結露対策、紫外線カットなど。

## 姉妹品

### あんみつツイン

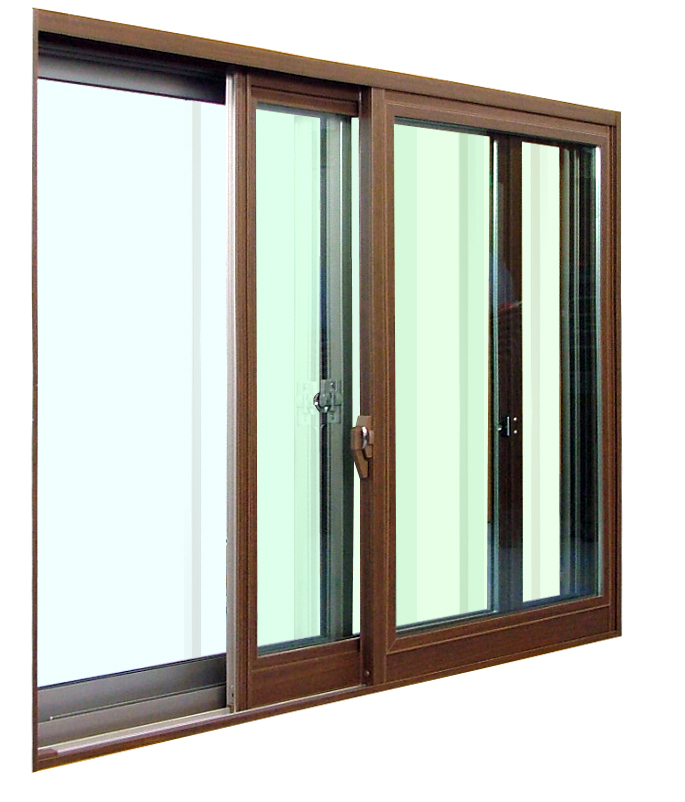
あんみつツイン

#### 概要
あんみつツインは住宅の窓の内側に設置できる二重窓で、そのガラス部分にあんみつガラスと同様のアルゴンガス入りLow-E複層ガラスを組み入れた商品。サッシ部分はアルミとPVC樹脂の複合である。気密性が高く音の侵入を抑える。防音対策として使用される場合も多い。

#### 複層ガラス部分
複層ガラス部分の総厚は18mmでガラス構成は室内側よりLow-Eガラス3mm、中間層(アルゴンガス層)12mm、フロートガラス(板ガラス)3mm(AGC製)である。またオプションとして中間層(アルゴンガス層)6mmで総厚12mmのLow-E複層ガラスタイプ、和紙柄の模様を施した複層ガラスタイプ（室内側より和紙柄ガラス3mm、中間層(空気層)6mm、板ガラス3mm）を選択できる。

#### サッシ部分
あんみつツインのサッシ部分はアルミとPVC樹脂によって構成されている。窓障子部分の室外側は日射によるPVC樹脂の劣化を防ぐ目的でアルミ、室内側はアルミによる熱伝導の軽減目的とデザイン性を考慮し木目調のラッピング加工を施したPVC樹脂で構成されている。また総厚18mmのLow-E複層ガラスのアタッチメントはPVC樹脂製である。
窓枠部分はレール部分はアルミ、その他の部分はPVC樹脂で構成されている。
色はアルミ部分はシルバー、PVC樹脂部分はヨーロピアンオーク、ハーモニックウッド、柾目、プレミアムホワイトの4色から選択できる。